# Michał Herer
Michał Herer (ur. w 1977) – polski filozof i tłumacz. 
Pracownik Wydziału Filozofii Uniwersytetu Warszawskiego. Specjalista w zakresie współczesnej filozofii niemieckiej i francuskiej, przede wszystkim myśli krytycznej. Tłumacz na język polski wielu ważnych prac, m.in. Louis Althussera, Michela Foucault, Gilles'a Deleuza.

## Publikacje
Wydał dwie prace zwarte: Gilles Deleuze. Struktury - Maszyny - Kreacje (2006) i Filozofia aktualności za Nietzschem i Marksem (2012).
Tłumaczenia:
- Theodor W. Adorno, Osobowość autorytarna, PWN, Warszawa 2010
- Louis Althusser, W imię Marksa, Wydawnictwo Krytyki Politycznej, Warszawa 2009.
- Hans Blumenberg, Praca nad mitem, Oficyna Naukowa, Warszawa 2009.
- Gilles Deleuze, Negocjacje 1972-1990, Wydawnictwo Naukowe Dolnośląskiej Szkoły Wyższej Edukacji TWP, Wrocław 2007.
- Gilles Deleuze, Logika sensu[4], PWN, Warszawa 2011.
- Michel Foucault, Bezpieczeństwo, terytorium, populacja. Wykłady w Collège de France, 1977-1978, PWN, Warszawa 2010.
- Michel Foucault, Narodziny biopolityki. Wykłady w Collège de France 1978-1979, PWN, Warszawa 2011.
- Michel Foucault, Hermeneutyka podmiotu, PWN, Warszawa 2012.
- Hermann Mörchen, Władza i panowanie u Heideggera i Adorna, Oficyna Naukowa, Warszawa 1999.